# シタディス100
シタディス100（Citadis 100）は、ポーランドに工場を構えるアルストム・コンスタルが開発した路面電車車両。車内の多くがバリアフリーに適した低床構造となっている部分超低床電車である。

## 概要
シタディスは、アルストムが1997年からフランスを始めとした世界各国へ向けて展開する超低床路面電車ブランドである。形態や編成によって多数の車種が存在するが、その中でシタディス100はポーランド各地の路面電車へ向け、アルストム・コンスタルの工場で生産された形式である。
編成は同工場で1998年から製造されていた116Nと同様に、一方の車体にのみ運転台が存在する片運転台式の3車体連接車で、両端の台車は回転軸を有する車軸付きの動力台車、中間車体の台車は車軸が存在しない独立車輪式台車となっている。動力台車が存在する箇所は116Nと同じく高床構造となっているが、アルストムが展開するシタディス300や同社が買収したリンケ＝ホフマン製のNGT8Dで用いられる台車を採用する事で床上高さを590 mmに下げている。車椅子用スペースは前方車体に存在し、最大2台の車椅子が設置可能である。
主電動機は各動力台車に2基配置されている空冷式誘導電動機で、IGBT素子を用いたVVVFインバータ制御装置によって制御される。また、これらを含めた電気機器はアルストムが開発したマルチプロセッサ制御システムの「ONIX 800」によって制御・管理が行われ、自動的に各機器の状態に関するデータの収集・送信も可能となっている。

## 運用

### グダニスク
シタディス100のうち、最初に製造されたのはグダニスク市電向けのNGd99である。車体設計が116Nから大幅に変更されており、前後車体にある乗降扉は右側面2箇所から3箇所に増設され、車端には片開き式の扉が存在する。これにより混雑時の乗客の流動性が大幅に短縮されている他、全長も26,600 mmに伸びている。
1999年に4両の発注が行われ、2000年5月までに全車両の納入が完了した。これらの車両には1001 - 1004の車両番号が付けられており、2016年には一部車両に対して機器の交換や内装の変更を中心としたリニューアル工事が行われている。

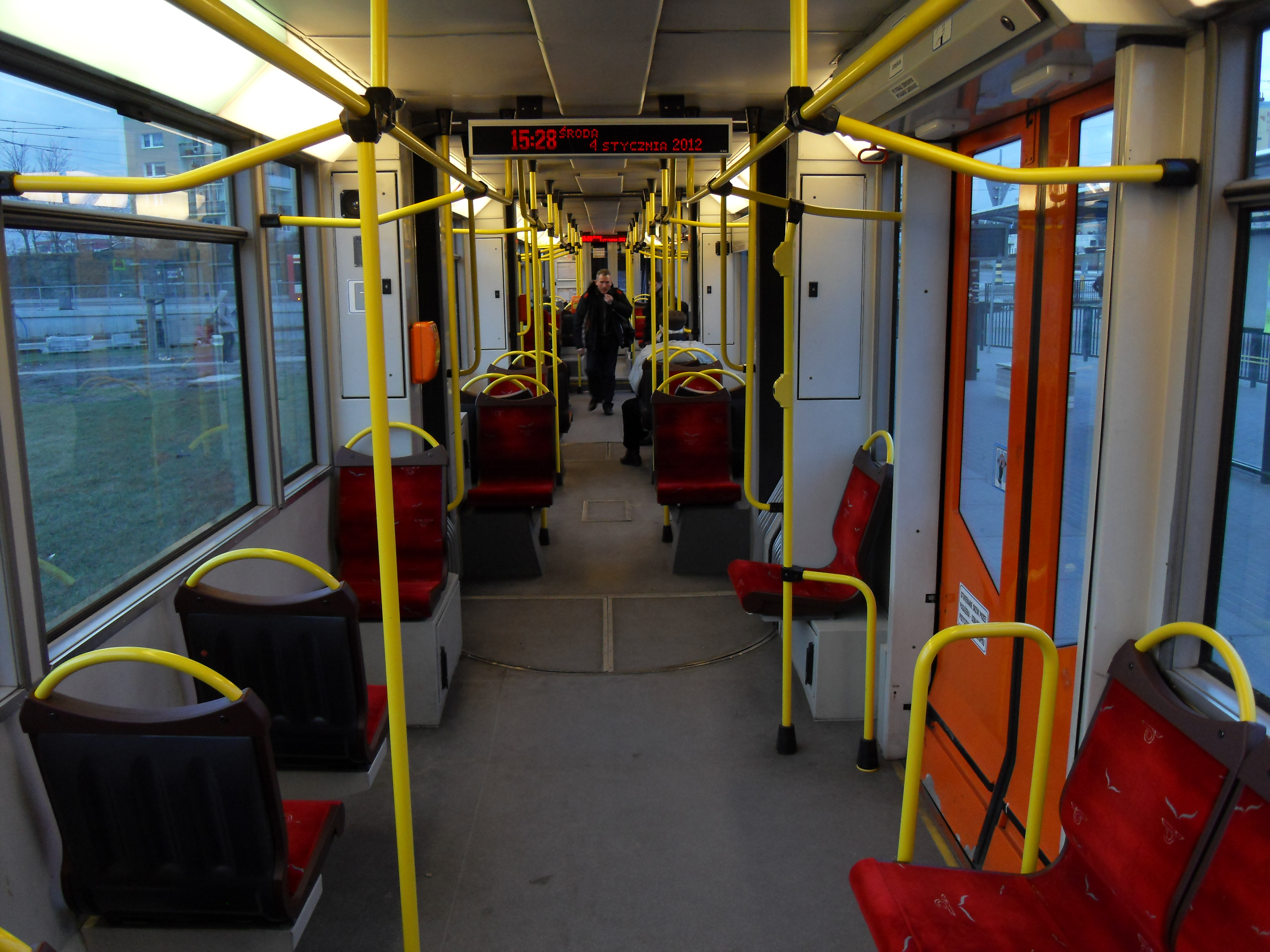
車内
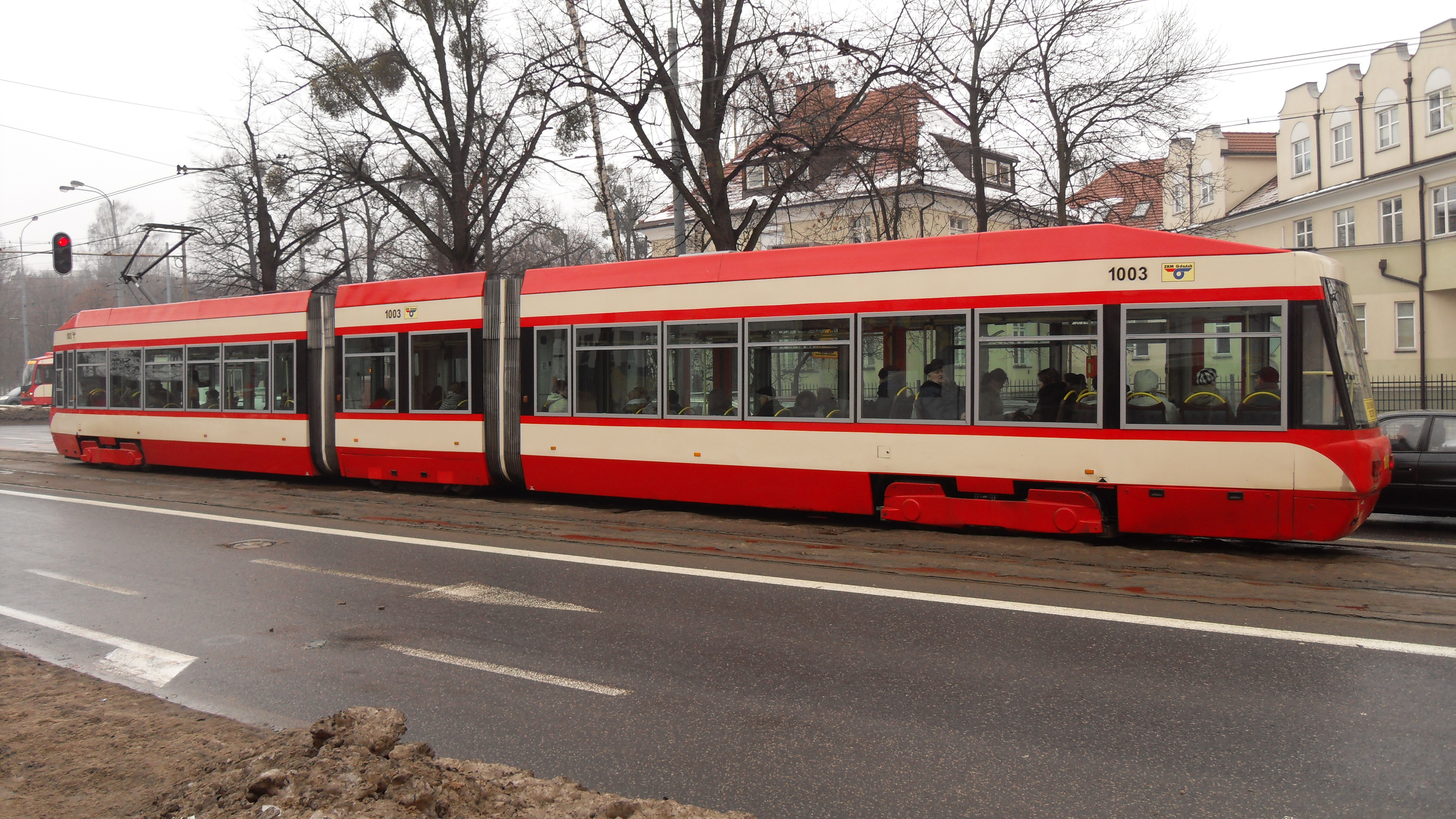
左側面には乗降扉が存在しない（2011年撮影）
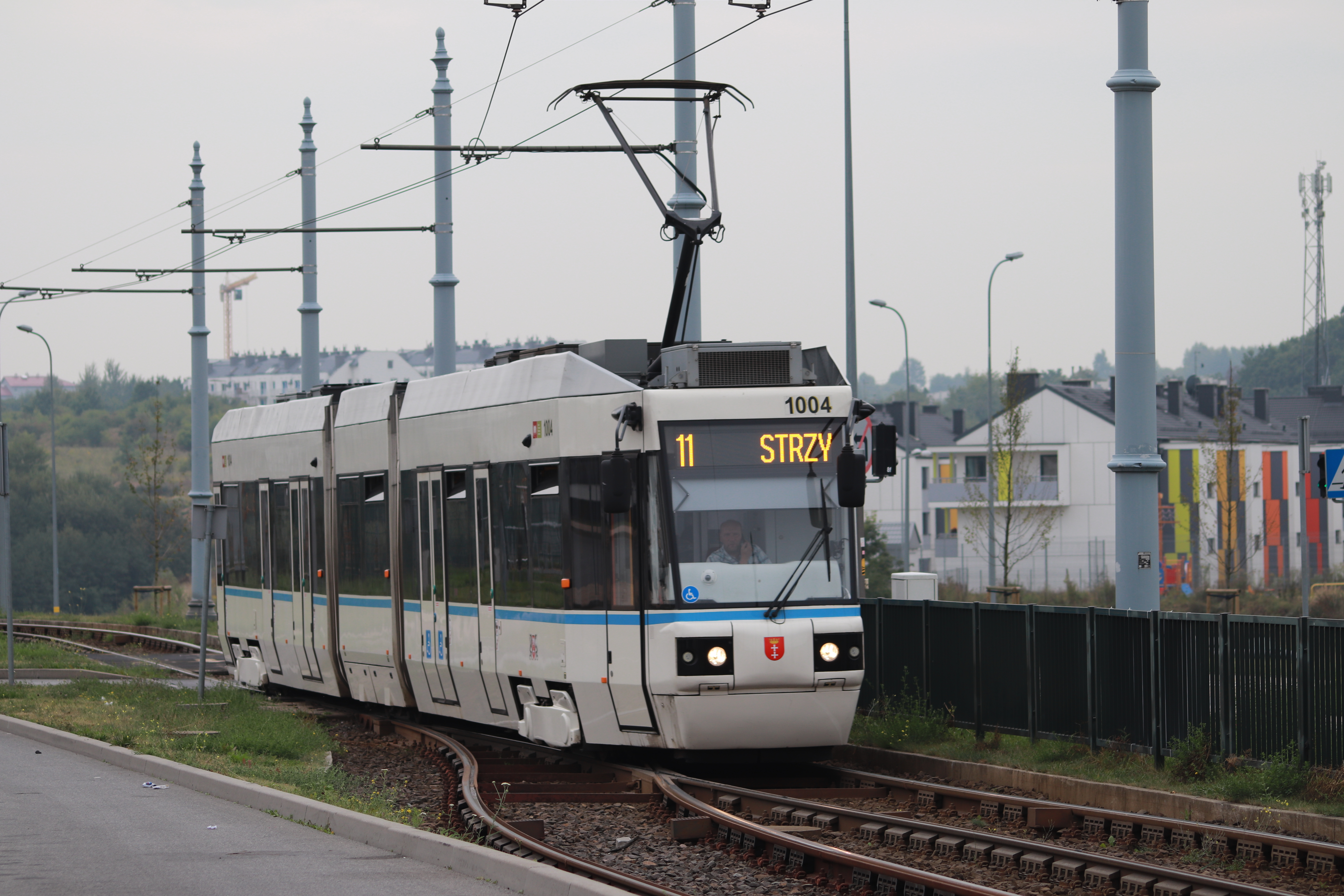
リニューアル工事を受けた車両は塗装が変更されている（2019年撮影）

### アッパーシレジア
豊富な鉱物資源を抱えるポーランドのアッパーシレジア地方（Konurbacja górnośląska）には、全長200 km以上にも及ぶ大規模な路面電車網のシレジア・インターアーバンが存在するが、ポーランドの民主化以降は車両や施設の老朽化に加えて路線バスとの競合も課題となっていた。この状況を打開するため、当時シレジア・インターアーバンを運営していたカトヴィツェ市交通局（PKT Katowice）は線路や施設の改修など近代化事業に関する入札を実施し、2000年6月30日にアルストム・コンスタルとプリンツ（PRInź Katowice）のコンソーシアムが契約を結んだ。そして、この中にはアルストム・コンスタルが展開するシタディス100（116Nd）を17両導入する内容も含まれていた。
車体形状はグダニスク市電のNGd99から大きく変わり、ワルシャワに本社を置くインダストリアルデザイン企業のNCARTが手掛けた丸みを帯びたデザインが用いられている。前面窓も楕円形となっているが、向かって左側、乗降扉に面した部分が下側に向けて伸びており、運転士の視認性が向上している。車内の座席配置も通路を広くとるために変更され、乗降扉付近には扉の開閉ボタンや緊急時のブレーキなどが集約された柱が配置されている。また運転台についてもNGd99からスイッチの配置が変わっている。全長についてはNGd99よりも短い24,050 mmとなっており、乗降扉も4箇所に減少している。
シレジア・インターアーバン初の超低床電車として2000年から2001年にかけて全17両が導入され、カトヴィツェ近郊の系統で使用されている。導入当初はシレジア・インターアーバンの線路状態の悪さから使用可能な区間が限定されていたが、その後の改修工事により運用範囲が拡大している。また、地元のマスメディアによる地域住民を対象にした投票により「Karlik（カーリク）」と言う愛称が付けられている。2019年以降は各種電気機器の交換や冷暖房双方に対応した空調装置の設置などのリニューアル工事が進められている。
シタディス100の導入が行われたのはこの2都市に留まり、それ以上の需要が見込めなかった事から、116Ndの全車両の製造が完了した2001年をもって、アルストムのポーランドにおける路面電車車両の展開および買収前のコンスタル時代から長らく続いたアルストム・コンスタル工場での路面電車車両の生産は打ち切られ、以降2000年代後半のシタディスX-04の開発まで途絶える事となった。

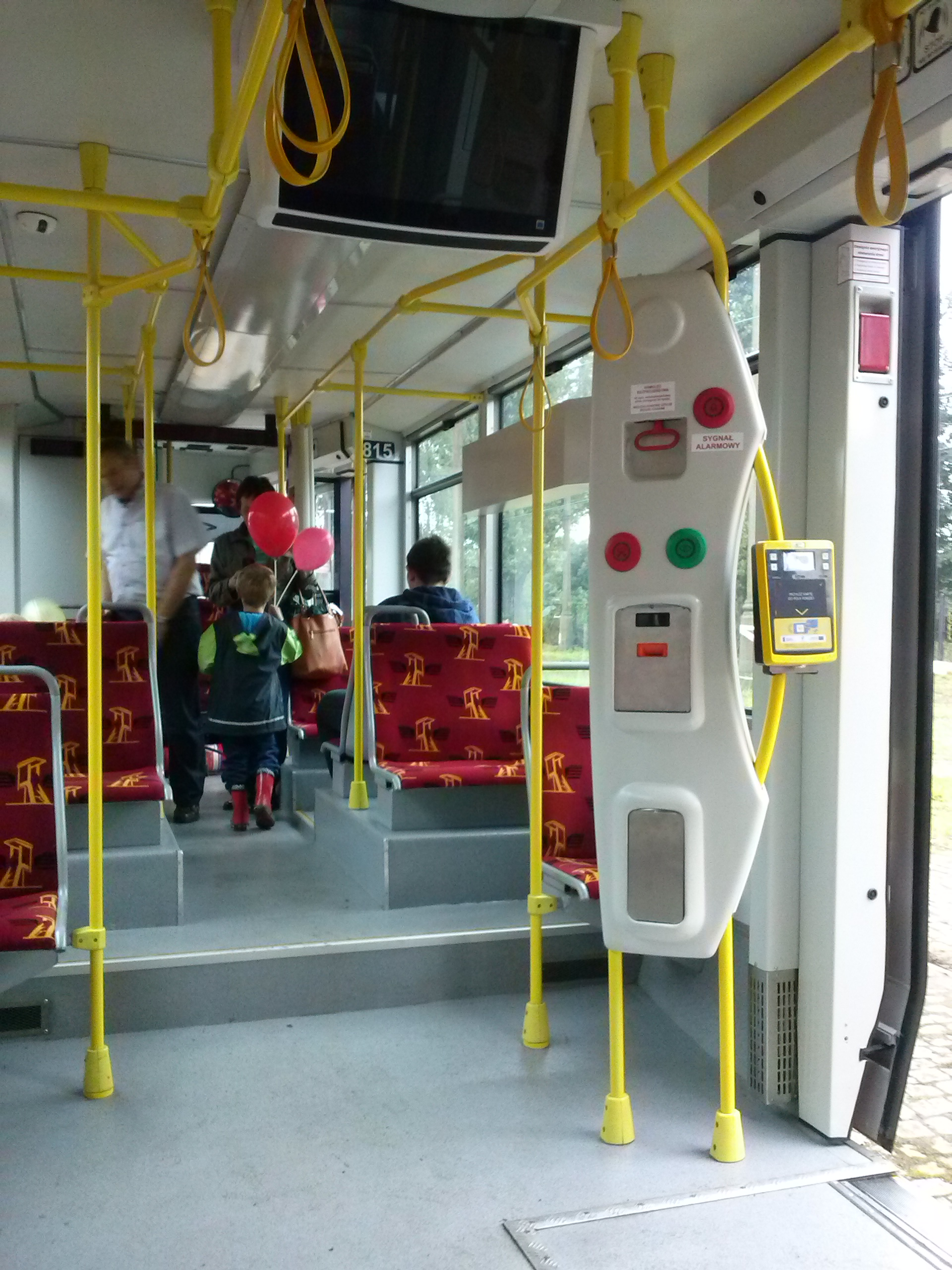
車内（中間車体）
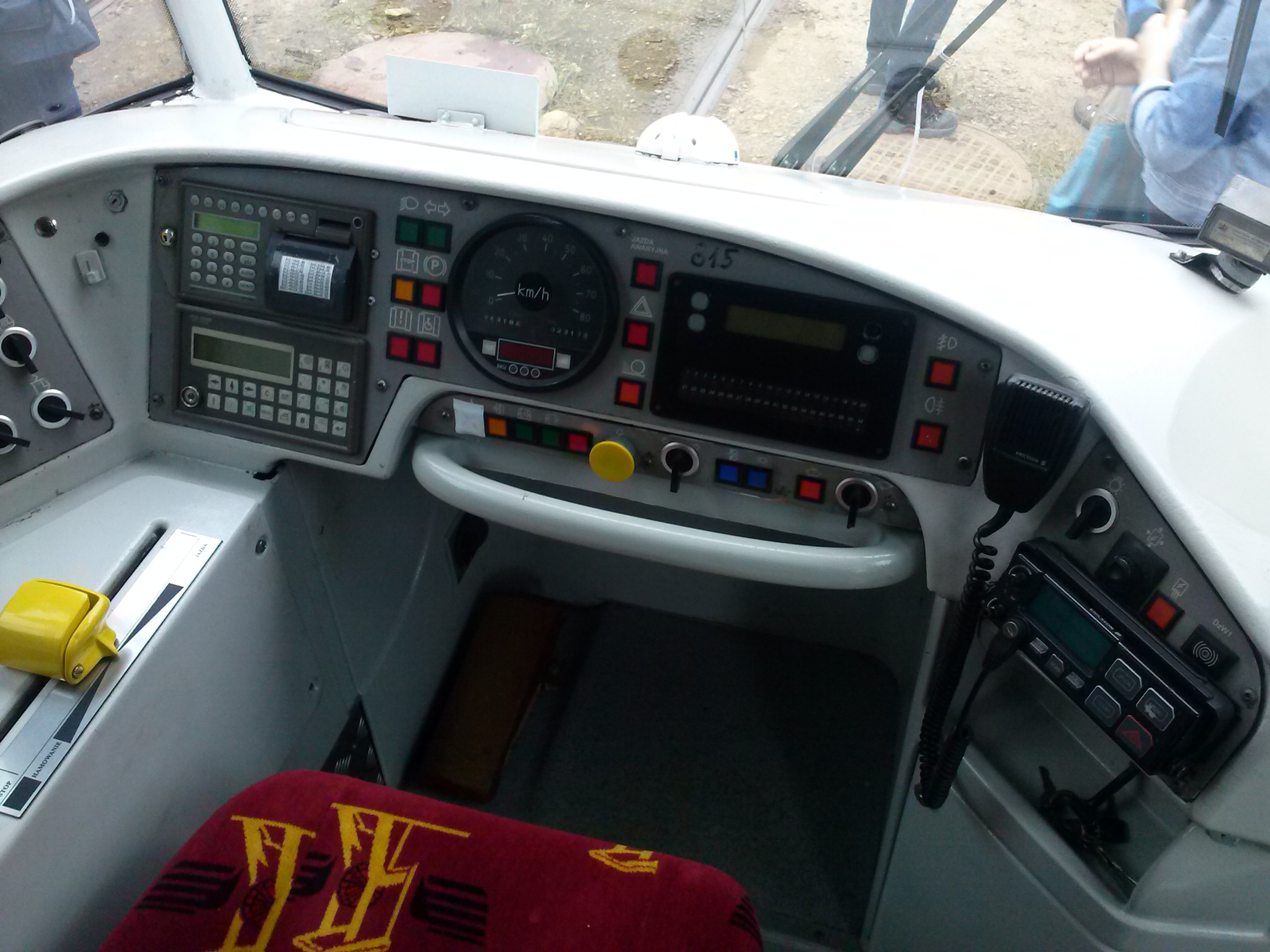
運転台
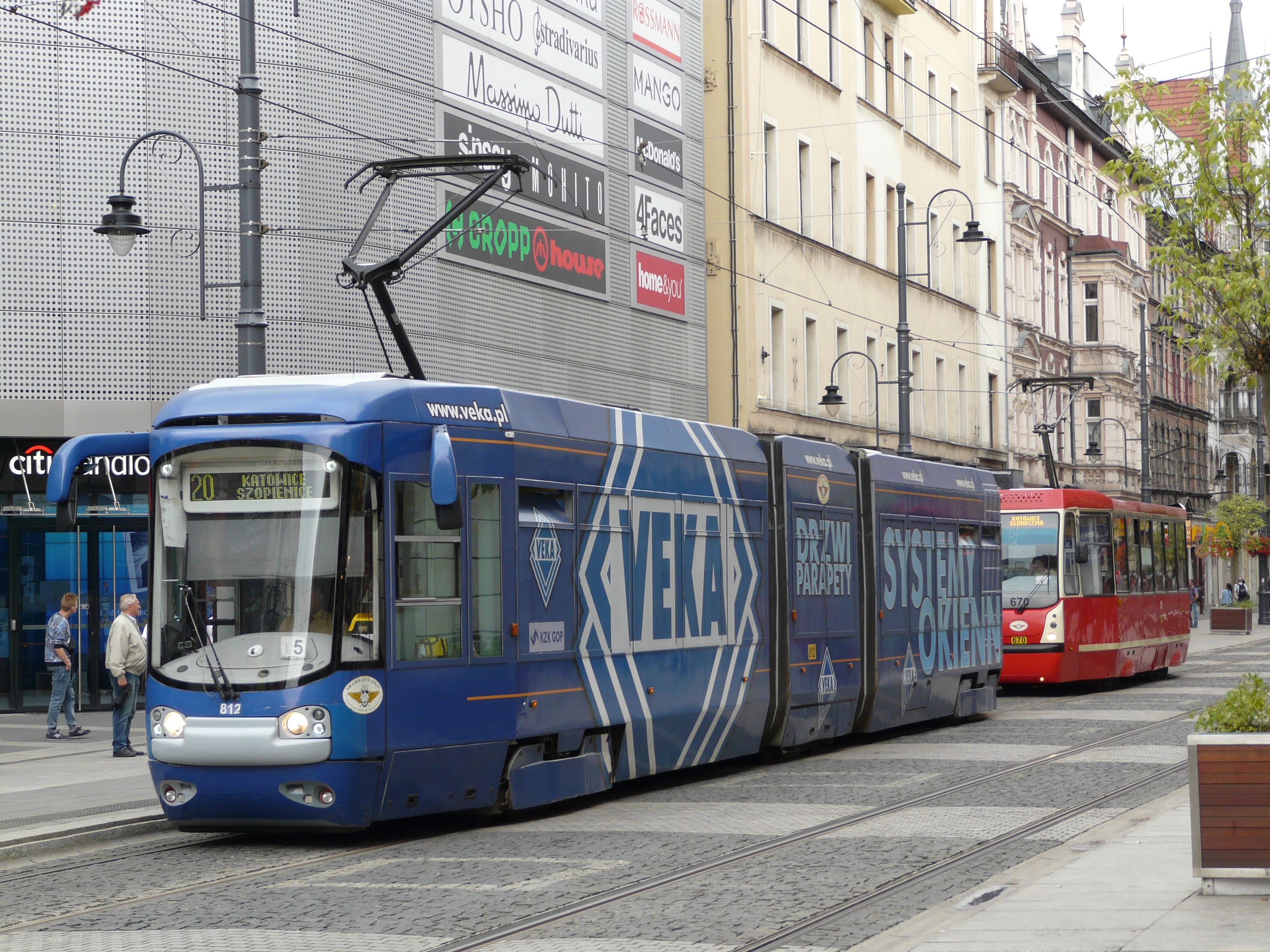
広告塗装（2015年撮影）

## 関連形式
- その他コンスタル（→アルストム・コンスタル）製の超低床路面電車[6]

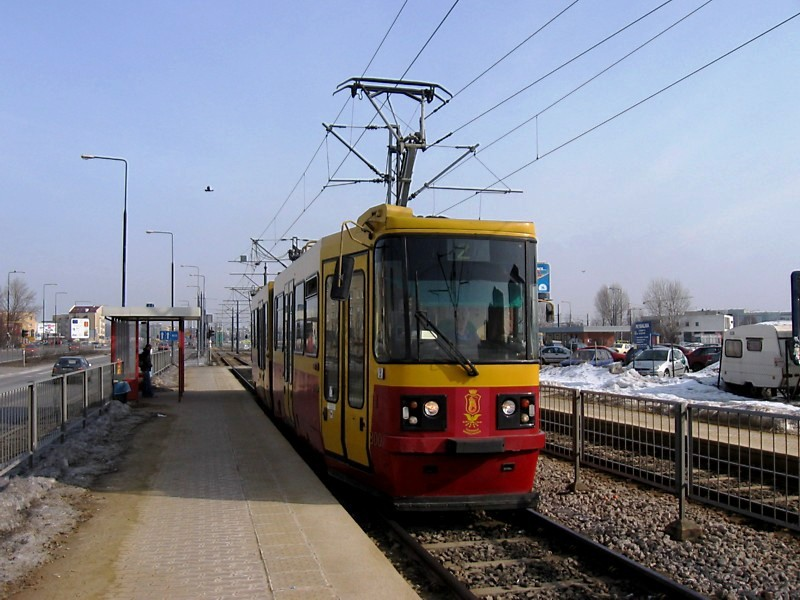
112N
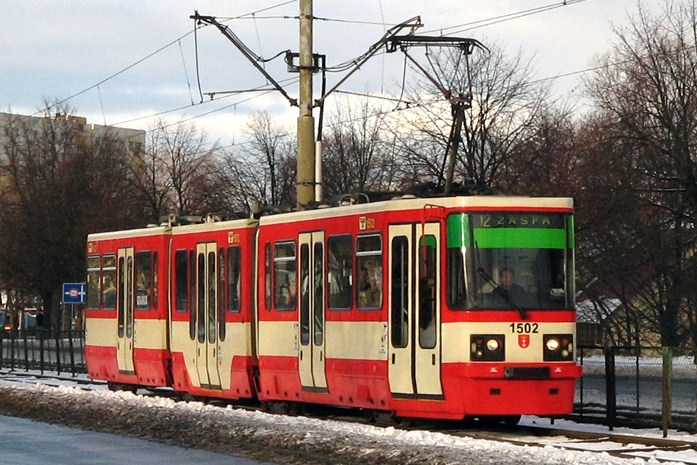
114Na
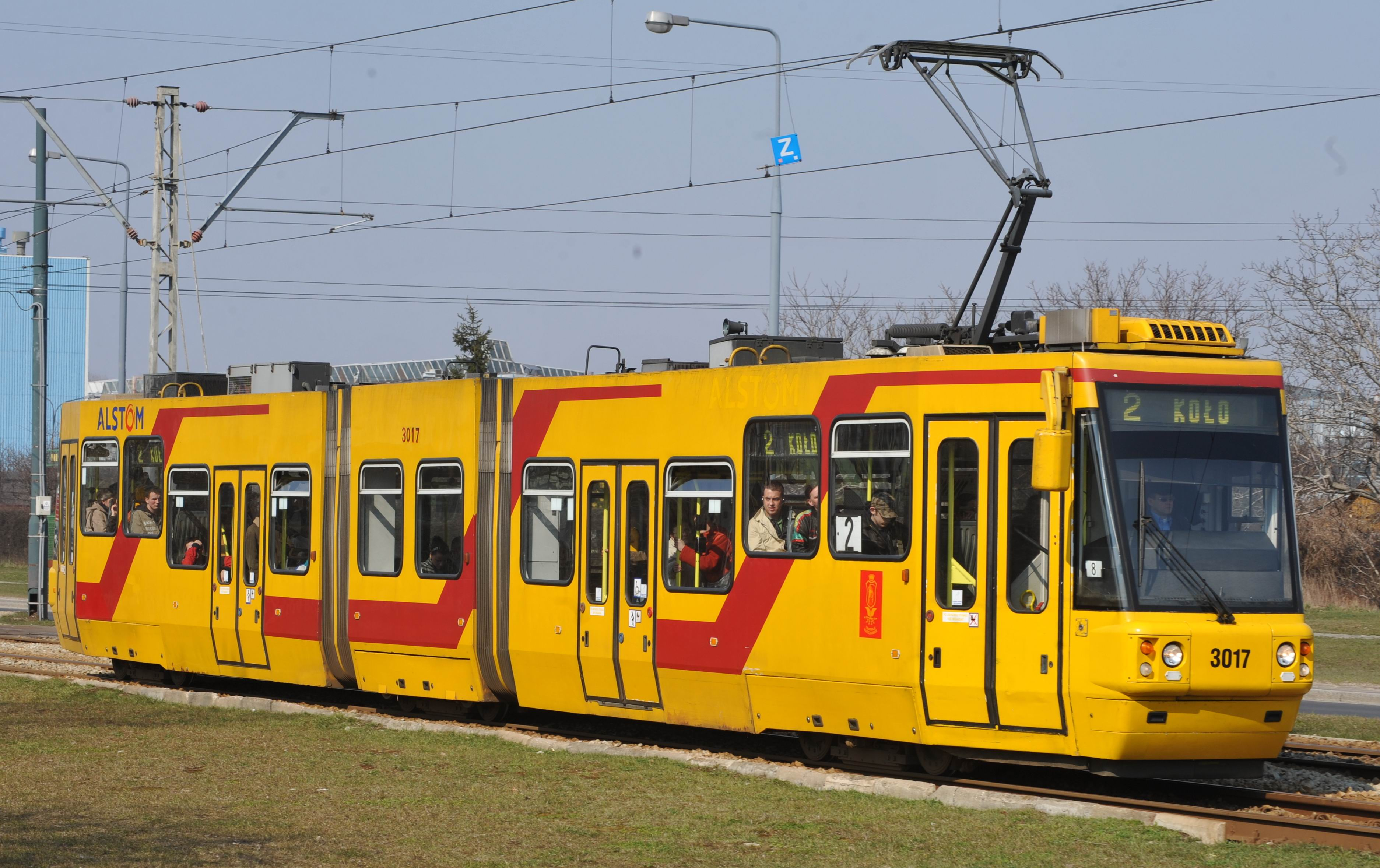
116N

## 参考資料
- Zbigniew Rusak (2000-3). “Tramwaje niskopodłogowe w Polsce” (PDF). TTS Technika Transportu Szynowego (Instytut Naukowo-Wydawniczy "TTS" Sp. z o.o):  23-33 2020年7月6日閲覧。.

- Zbigniew Rusak (2000-6). “Citadis®100 Katowice – kolejny tramwaj niskopodłogowy na polskich torach” (PDF). TTS Technika Transportu Szynowego (Instytut Naukowo-Wydawniczy "TTS" Sp. z o.o):  54-56 2020年7月6日閲覧。.

- Marek Graff (2015/7-8). “Nowy tabor tramwajowy w Polsce”. TTS Technika Transportu Szynowego (Instytut Naukowo-Wydawniczy "TTS" Sp. z o.o):  46-63 2020年7月6日閲覧。.